# مارتا سوبرال
مارتا سوبرال (انگلیسی: Marta Sobral؛ زادهٔ ۲۳ مارس ۱۹۶۴) ورزشکار بسکتبال اهل برزیل است.
وی در مسابقات کشوری و بین‌المللی در مجموع برندهٔ ۱ مدال نقره، ۱ مدال برنز شده‌است.